# Sandora Irvin
Sandora Lavett Irvin (* 23. Februar 1982 in Fort Lauderdale, Florida, Vereinigte Staaten) ist eine ehemalige professionelle Basketball-Spielerin. Zuletzt spielte sie 2011 für die Atlanta Dream in der Women’s National Basketball Association.

## Karriere

### College
Sandora Irvin spielte bis 2005 für die Lady Frogs, dem Damen-Basketballteam der Texas Christian University. Irvin war am College vor allem für ihre Blocks bekannt. In ihrer letzten Saison für die Lady Frogs blockte sie 150 Wurfversuche, damit war sie nur 2 Blocks vom NCAA-Blockrekord in einer Saison entfernt. Während ihrer Zeit am College blockte Irvin insgesamt 480 Wurfversuche, damit verbesserte sie den vorherigen Blockrekord von 428. Durch ihre Stärke in der Defensive wurde sie 2003, 2004 und 2005 zum Conference USA Defensive Player of the Year gewählt. 2005 wurde sie außerdem noch zum Conference USA Player of the Year gewählt.

### Women’s National Basketball Association
Sandora Irvin wurde im WNBA Draft 2005 von den Phoenix Mercury an der dritten Stelle ausgewählt. In der Saison 2005 spielte sie zwölf Mal für die Mercury. Dabei erzielte sie durchschnittlich 3,7 Punkte, 2,8 Rebounds, 0,5 Blocks und 0,42 Steals pro Spiel. In der Saison 2006 spielte sie sogar nur in 7 Spielen für die Mercury. Nach zwei eher unterdurchschnittlichen Saisons wurde sie zu den San Antonio Silver Stars für einen Zweitrunden-Pick im WNBA Draft 2008 transferiert. In der Saison 2007 stand sie 23 Mal für die Silver Stars auf dem Feld. Irvin bekam in dieser Saison mit einer durchschnittlichen Spielzeit von 5,6 Minuten pro Spiel nur um 0,2 Minuten mehr als in der vorherigen Saison. Auch in ihrer zweiten Saison in San Antonio kam sie nicht über die Rolle einer Ergänzungsspielerin hinaus. Nachdem sie in der Saison 2009 nicht in der WNBA aktiv gewesen war, wechselte sie zur Saison 2010 zum Team der Atlanta Dream. Dort erhielt sie ihren ersten Einsatz in der Startformation eines WNBA-Teams und auch ihrer Einsatzzeiten erhöhten sich, trotzdem blieb für sie weiter nur die Rolle einer Ergänzungsspielerin. Auch in ihrer vorerst letzten WNBA Saison im Jahr 2011 beim Team der Atlanta Dream änderte sich nichts an ihrer Rolle.

### Europa
Neben ihren Einsätzen in der WNBA war Sandora Irvin auch für das polnische Team Lotos Gdynia in Europa aktiv.